# 張嘉雲
張嘉雲（英語：Jade Chang，1977年7月30日—），原名張家雲，藝名「花花」，暱稱「小嘴花」，出生於台灣台北市，台灣知名女模特兒、主持人。

## 主持作品

#### 目前主持
| 年份              | 頻道 | 節目名         | 備註                                                                                             |
| 2024年1月7日-至今 | 台視 | 《全員請上車》 | 與納豆、王少偉、李易、張立東、鯰魚哥、哈孝遠、風田、大元、黃豪平、江宏傑、楊銘威、吳姍儒共同主持 |

#### 經歷
| 年份                                        | 頻道              | 節目名                       | 備註                                                                       |
| 2007年                                      | 衛視中文台        | 《麻辣天后宮》               |                                                                            |
| 2011年－2014年                              | TVBS              | 《TVBS哈新聞》               |                                                                            |
| 2012年                                      | 東風衛視          | 《美麗說達人》               |                                                                            |
| 2014年                                      | 東風衛視→國興衛視 | 《我的閨房秘蜜》             |                                                                            |
| 2016年11月12日－2022年9月24日、2023年9月9日 | 台視              | 《綜藝3國智》                | 與納豆、王少偉、李易、張立東、鯰魚哥、哈孝遠、威廉、大元、黃豪平、瑪麗主持 |
| 2017年                                      | JET綜合台         | 《女人要有錢之武花教主》     |                                                                            |
| 2017年                                      | 東森綜合台        | 《幸福空間》                 |                                                                            |
| 2018年                                      | 台視              | 《2018超級巨星紅白藝能大賞》 |                                                                            |
| 2019年                                      | 台視              | 《2019超級巨星紅白藝能大賞》 |                                                                            |
| 2020年                                      | 台視              | 《2020超級巨星紅白藝能大賞》 |                                                                            |
| 2021年                                      | 台視              | 《2021超級巨星紅白藝能大賞》 |                                                                            |
| 2022年                                      | 台視              | 《2022超級巨星紅白藝能大賞》 |                                                                            |

## 演出作品

### 電視劇
| 年份   | 頻道               | 劇名                   | 飾演     |
| 2011年 | 華視、壹電視綜合台 | 拜金女王               | 凱洛     |
| 2011年 | 民視、八大綜合台   | 我可能不會愛你         | 花花     |
| 2016年 | 八大綜合台         | 我家是戰國             | 衛娟娟   |
| 2016年 | 台視、東森綜合台   | 必勝練習生             | 江娜拉   |
| 2017年 | 台視、八大綜合台   | 植劇場－五味八珍的歲月 | 董秘書   |
| 2018年 | 東森綜合台、台視   | 艾蜜麗的五件事         | 劉雪娥   |
| 2019年 | 三立都會台、台視   | 網紅的瘋狂世界         | 晶晶夫人 |

### 電影
| 年份   | 片名                 | 飾演                      |
| 2013年 | 《大尾鱸鰻》         | 年輕時三朵花 (三姨年輕時) |
| 2015年 | 《OPEN！ OPEN！》    | 張阿姨                    |
| 2019年 | 《瘋狂電視台瘋電影》 | 本人                      |

## 綜藝節目
- 2022年12/10 衛視中文台台視 Netflix 嗨！營業中

## 品牌代言
- 2022年-至今 LSSA音浪脂雕

## 音樂作品

### 歌曲
| 曲名  | 發行日期      | 備註                                                                                       |
| ----- | ------------- | ------------------------------------------------------------------------------------------ |
| 3國智 | 2018年2月15日 | 大根和鯰魚哥為綜藝3國智所創作的歌曲於與綜藝3國智主持群於2018超級巨星紅白藝能大賞節目中首唱 |